# Федак, Шари
Шари Федак (венг. Fedák Sári, полное имя Шаролта Клара Мария Федак; 27 сентября 1879[…], Берегово, Транслейтания — 5 мая 1955[…], Будапешт) — венгерская актриса и певица, одна из самых известных примадонн в свое время. По мнению американского журналиста и документалиста Ричарда Траубнера, Федак и Шари Петраш являются «двумя самыми запоминающимся венгерскими звездами оперетты всех времён».

## Биография
Родилась в Берегсасе (ныне Берегово Закарпатской области) в семье главного врача Берегского комитата Иштвана Федака. Училась актёрскому мастерству у Сиди Ракоши до 1899 года, когда начала свою карьеру в театральной компании Венгерский театр (Magyar Színház). С 1900 года она играла в Пожоне (ныне Братислава), а также в нескольких театрах в Будапеште, включая Народный театр (Népszínház), Королевский театр (Király Színház) и Театр комедии (Vígszínház).
С началом Первой мировой войны она высказалась против Австро-Венгерской монархии. Позже во времена Венгерской Советской Республики 1919 года она агитировала за поддержку Красной Армии. После падения республики Федак сбежала в Вену, где она была арестована по доносу и ненадолго заключена в Винер-Нойштадте. Она смогла играть в Вене только с 1920 года. Кроме того, она выступала в Берлине и Париже в 1921 и 1925 годах соответственно. В 1934 году она гастролировала по нескольким американским городам.

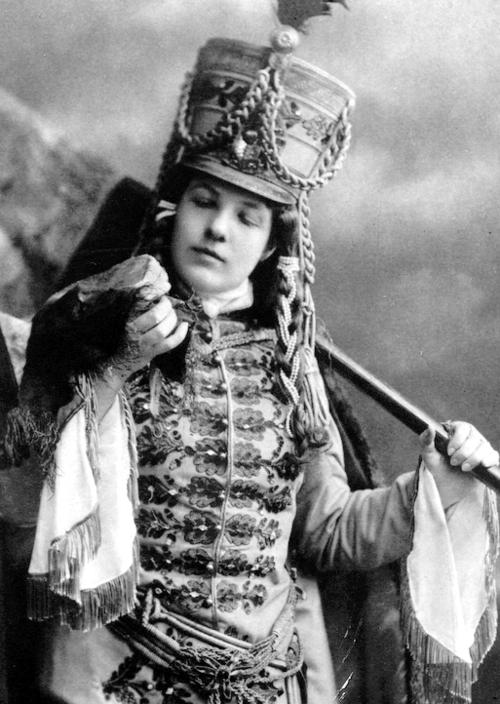
Шари Федак в заглавной роли «Витязь Янош»

В 1923 году она присоединилась к Столичному театру оперетты (Fővárosi Operettszínház). Начиная с 1940 года, она была ведущей актрисой в театре Нового венгерского театра (Új Magyar Színház) В 1944 году, работая на венской национал-социалистической радиостанции Donausender, она призвала Венгрию продолжать участие во Второй мировой войне на стороне Германии, за что (а конкретнее за прославление режима Ференца Салаши) после войны она была приговорена к двум годам тюремного заключения с конфискацией имущества. Во второй инстанции её срок был сокращен до восьми месяцев (без конфискации). Кроме того, ей на три года запретили играть в театре. 

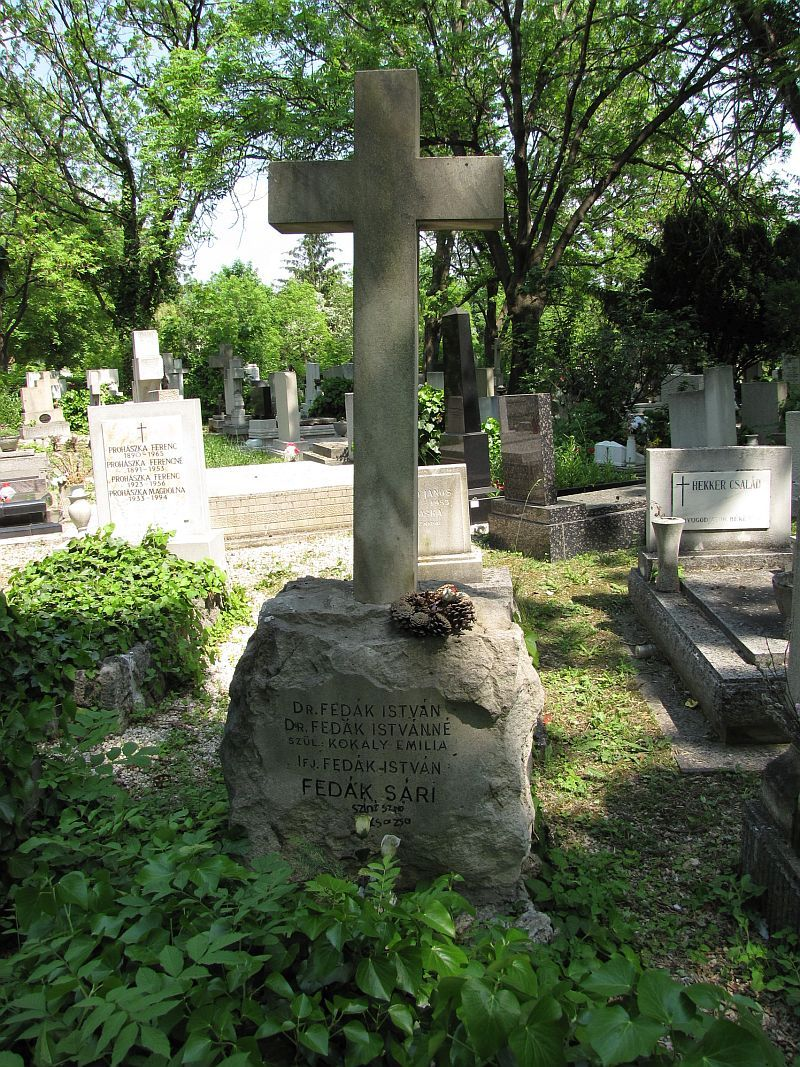
Могила Шари Федак

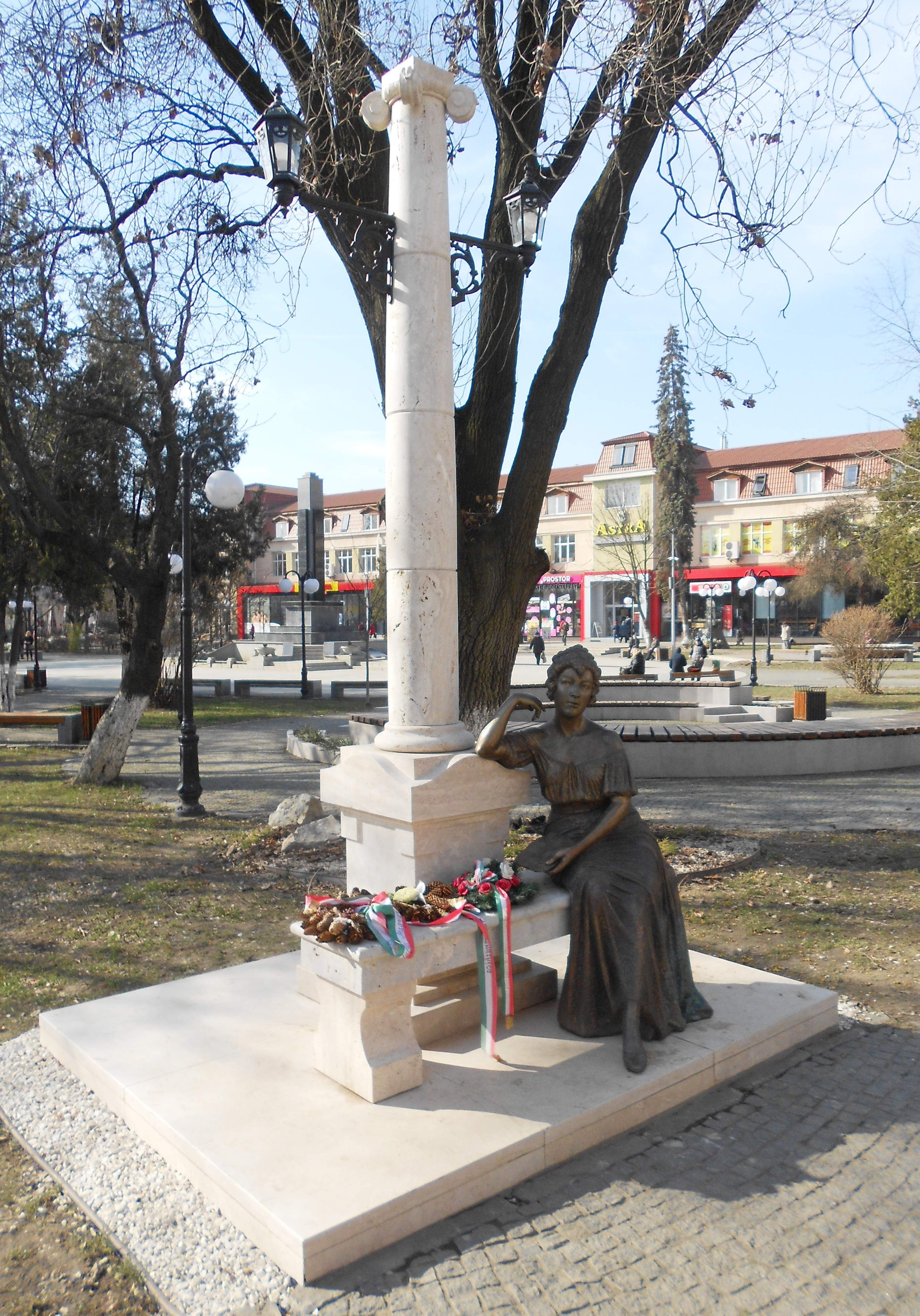
Скульптура Шари Федак в Берегово, авторства Михаила Колодко

После выхода из тюрьмы она переехала в Ньиредьхазе, завершив там актёрскую карьеру. Весной 1954 года директор театра предложил ей сыграть главную роль в комедии Гергея Чики «Бабушка». Федак собиралась вернуться, но в результате болезни (инсульта и атеросклероза) умерла в больнице в 1955 году в возрасте 75 лет. Она была похоронена на кладбище Фаркашрети.

## Личная жизнь
В 1922 году после шести лет отношений она вышла замуж за писателя Ференца Мольнара. Они развелись в 1925 или 1926 году, после того как «он обвинил ее в близости с 42 мужчинами, и она ответила таким же списком из 142 женщин».